# Zaischnopsis xanthocola
Zaischnopsis xanthocola är en stekelart som beskrevs av Gibson 2005. Zaischnopsis xanthocola ingår i släktet Zaischnopsis och familjen hoppglanssteklar. Inga underarter finns listade i Catalogue of Life.